# Khi mẹ ra tay
Khi mẹ ra tay (tiếng Hàn: 앵그리맘; Romaja: Aenggeurimam) là một phim truyền hình Hàn Quốc 2015 với sự tham gia của Kim Hee-sun, Kim Yoo-jung, và Ji Hyun-woo. Phim phát sóng trên MBC từ ngày 18 tháng 3 cho đến 7 tháng 5 vào thứ tư và thứ năm lúc 22:00 gồm 16 tập.

## Phân vai
- Kim Hee-sun vai Jo Kang-ja
- Kim Yoo-jung vai Oh Ah-ran
- Ji Hyun-woo vai Park No-ah
- Kim Ji-soo vai Go Bok-dong
- Baro vai Hong Sang-tae[8][9][10]
- Park Yeong-gyuvai Hong Sang-bok
- Kim Tae-hoon as Do Jung-woo
- Oh Yoon-ah vai Joo Ae-yeon
- Kim Hee-won vai Ahn Dong-chil
- Go Soo-hee vai Han Gong-joo
- Park Geun-hyung vai Kang Soo-chan
- Im Hyung-joon vai Oh Jin-sang
- Lizzy vai Wang Jung-hee
- Yoon Ye-joo vai Jin Yi-kyung
- Jeon Gook-hwan vai Park Jin-ho
- Kim Seul-ki vai Jong-man
- Seo Nam-yong vai Sang-man
- Kang Moon-young vai Do Yoon-hee
- Hyun Jin vai Han Tae-hee
- Jung Shin-hye vai Hwang Song-hee
- Choi Ye-seul vai Na Do-hee
- Kim Byung-choon vai Oh Dal-bong
- Yoon So-yoon vai Teacher Yeo
- Park Hee-jin vai Kim Shin-ja
- Kim Seo-ran vai Han Mi-joo
- Kim Young-chul vai giáo viên Tiếng Anh (khách mời tập 8)

## Rating
| Tập        | Ngày phát sóng      | Bình quân khán giả | Bình quân khán giả   | Bình quân khán giả | Bình quân khán giả   |
| Tập        | Ngày phát sóng      | TNmS Ratings       | TNmS Ratings         | AGB Nielsen        | AGB Nielsen          |
| Tập        | Ngày phát sóng      | Toàn quốc          | Khu vực thủ đô Seoul | Toàn quốc          | Khu vực thủ đô Seoul |
| ---------- | ------------------- | ------------------ | -------------------- | ------------------ | -------------------- |
| 1          | 18 tháng 3 năm 2015 | 10.1%              | 13.6%                | 7.7%               | 8.7%                 |
| 2          | 19 tháng 3 năm 2015 | 10.6%              | 14.2%                | 9.9%               | 11.0%                |
| 3          | 25 tháng 3 năm 2015 | 11.4%              | 14.3%                | 9.1%               | 9.9%                 |
| 4          | 26 tháng 3 năm 2015 | 10.9%              | 14.2%                | 8.7%               | 9.5%                 |
| 5          | 1 tháng 4 năm 2015  | 9.8%               | 12.1%                | 8.4%               | 9.6%                 |
| 6          | 2 tháng 4 năm 2015  | 9.3%               | 11.3%                | 8.1%               | 8.8%                 |
| 7          | 8 tháng 4 năm 2015  | 8.5%               | 9.7%                 | 7.4%               | 7.6%                 |
| 8          | 9 tháng 4 năm 2015  | 8.3%               | 10.7%                | 7.2%               | 7.7%                 |
| 9          | 15 tháng 4 năm 2015 | 8.4%               | 10.2%                | 7.7%               | 8.2%                 |
| 10         | 16 tháng 4 năm 2015 | 9.2%               | 12.0%                | 7.3%               | 7.8%                 |
| 11         | 22 tháng 4 năm 2015 | 8.0%               | 10.1%                | 7.6%               | 8.4%                 |
| 12         | 23 tháng 4 năm 2015 | 8.0%               | 9.8%                 | 7.4%               | 7.7%                 |
| 13         | 29 tháng 4 năm 2015 | 7.0%               | 8.7%                 | 7.5%               | 8.5%                 |
| 14         | 30 tháng 4 năm 2015 | 7.8%               | 9.6%                 | 6.9%               | 7.3%                 |
| 15         | 6 tháng 5 năm 2015  | 8.7%               | 10.6%                | 7.9%               | 9.0%                 |
| 16         | 7 tháng 5 năm 2015  | 8.8%               | 11.2%                | 9.0%               | 10.6%                |
| Trung bình | Trung bình          | 9.1%               | 11.4%                | 8.0%               | 8.8%                 |